# Danny Clark
Daniel "Danny" Clark (født 30. august 1951 i Launceston på Tasmanien) er en australsk forhenværende cykelrytter, der var professionel fra 1974 til 1997.
I banecykling har han blandt andet vundet fire VM-guldmedalje og en OL-sølvmedalje. Han deltog ved Sommer-OL 1972 i München i to banediscipliner. Først kørte han 1000 meter på tid, hvor han med tiden 1.06,87 vandt en overraskende sølvmedalje, 0,43 sekund efter danske Niels Fredborg, men 0,15 sekund foran Jürgen Schütze fra DDR. Senere kørte han med for Australien i holdforfølgelsesløbet, hvor de med tiendebedste tid ikke kom med i kampen om medaljer.
Clark kørte mange seksdagesløb, og har rekorden for flest sejre ved Københavns seksdagesløb, hvor han i perioden 1978 til 1995 vandt otte gange.